# Сикирје
Сикирје или Секирје је насеље у Пољаници, град Врање у Пчињском округу. Од Дреновца, где је седиште Месне заједнице којој припада, Сикирје је удаљено око 3, а од Власа око 8 км. Према попису из 2022. било је 54 становника (према попису из 1991. било је 221 становника).

## Опис и историја села
Секирје се налази под Обликом у изворишном делу Секирске реке, око потока Салиова долина и места позната као Беле вода, Бачвиште, Дулан, Језерина, Деја, Секирна глава. На истоку су висови Облик (1310 м) и Здравча глава (1010 м), на северу село Смиљевић, на западу Добрејанце, а на југу Дреновац и врх Грот (1310 м).
У село се стиже путем који се од пута Дреновац - Ушевце, код ушћа Секирске реке у Ветерницу одваја десно. Могућ је долазак слабијим директним путевима, са северозапада из Ушевца или из Добрејанца, или са југа из Дреновца, са превоја Гоч или из села Обличка Сена.
Село је разбијеног типа, подељено у три махале: Рекари, са обе стране Секирске реке, Горња махала, са обе стране Салиове долине и Дрезговица, на обема странама Дрезговичке долине. За време Турака Дрезговица је била засебно село. Најстарија породица у селу су Милошљевци, од којих су и Стојановићи звани и Сапиловци. Њихов предак Милош се доселио из Градње и „ударио први колац“ у селу. Затим су досељени Радошљевци из Дреновца, Баба-Анђини, Деда-Петковци, Ћурковчани (Спасини) из Ћурковице, Илићи, Лишковци (Стевановићи), Шопци (Мијајловци) из Криве Феје, Маринковци, Рашинци из Дреновца, Кљоцарци (Стошићи) из Равне Реке, Десивојчани (Павловићи) из Десивојца и Лишкови из Биљанице, некадашњег села у близини Гоча, које сада не постоји. У Дрезговици су живеле породице Стоилковићи (Педоњци), Пенџинци, Шопци и Деда-Јовини (Крештинци).
Богато је здравом планинском водом, а најпознатији извори су Изворје, Игриште, Шошоран, Татарски кладанац, Бела вода, Арнаутски кладанац и Николин кладанац.
О првом заснивању овог села не зна се скоро ништа. На месту Ржиште мештани су налазили изузетно крупне кости људи које су називали „џидовије“ (џинови), што су вероватно остаци неког првобитног народа настањеног у простор Пољанице. Друго, новије, селиште било је у махали Рекари где су се сачувала стара стабла ораха и крушака од некадашњих становника села. Ту је била зидина старе цркве, где је касније (између два светска рата) саграђена црква посвећена Успењу Пресвете Богородице.
Сеоска слава (крсте, литије) је Бели петак (петак после Духова).

## Демографија
У насељу Сикирје живи 140 пунолетних становника, а просечна старост становништва износи 52,1 година (49,1 код мушкараца и 55,7 код жена). У насељу има 58 домаћинстава, а просечан број чланова по домаћинству је 2,64.
Ово насеље је у потпуности насељено Србима (према попису из 2002. године), а у последња три пописа, примећен је пад у броју становника.
|  |

| Демографија | Демографија | Демографија |
| Година      | Становника  | Становника  |
| ----------- | ----------- | ----------- |
| 1948.       | 473         |             |
| 1953.       | 469         |             |
| 1961.       | 393         |             |
| 1971.       | 400         |             |
| 1981.       | 309         |             |
| 1991.       | 221         | 219         |
| 2002.       | 153         | 153         |
| 2011.       | 101         |             |

| Етнички састав према попису из 2002.‍ | Етнички састав према попису из 2002.‍ | Етнички састав према попису из 2002.‍ | Етнички састав према попису из 2002.‍ | Етнички састав према попису из 2002.‍ |
| ------------------------------------ | ------------------------------------ | ------------------------------------ | ------------------------------------ | ------------------------------------ |
|                                      |                                      |                                      |                                      |                                      |
| Срби                                 | Срби                                 |                                      | 153                                  | 100,0%                               |
| непознато                            | непознато                            |                                      | 0                                    | 0,0%                                 |

| Година пописа     | 1948. | 1953. | 1961. | 1971. | 1981. | 1991. | 2002. |
| ----------------- | ----- | ----- | ----- | ----- | ----- | ----- | ----- |
| Број домаћинстава | 76    | 81    | 75    | 75    | 75    | 64    | 58    |

| Број чланова      | 1  | 2  | 3 | 4 | 5 | 6 | 7 | 8 | 9 | 10 и више | Просек |
| ----------------- | -- | -- | - | - | - | - | - | - | - | --------- | ------ |
| Број домаћинстава | 14 | 24 | 6 | 6 | 3 | 4 | 0 | 0 | 0 | 1         | 2,64   |

| Пол    | Укупно | Неожењен/Неудата | Ожењен/Удата | Удовац/Удовица | Разведен/Разведена | Непознато |
| ------ | ------ | ---------------- | ------------ | -------------- | ------------------ | --------- |
| Мушки  | 75     | 16               | 48           | 9              | 2                  | 0         |
| Женски | 68     | 6                | 47           | 15             | 0                  | 0         |
| УКУПНО | 143    | 22               | 95           | 24             | 2                  | 0         |

| Пол    | Укупно                    | Пољопривреда, лов и шумарство | Рибарство                            | Вађење руде и камена | Прерађивачка индустрија       |
| ------ | ------------------------- | ----------------------------- | ------------------------------------ | -------------------- | ----------------------------- |
| Мушки  | 47                        | 27                            | 0                                    | 0                    | 8                             |
| Женски | 30                        | 22                            | 0                                    | 0                    | 8                             |
| УКУПНО | 77                        | 49                            | 0                                    | 0                    | 16                            |
| Пол    | Производња и снабдевање   | Грађевинарство                | Трговина                             | Хотели и ресторани   | Саобраћај, складиштење и везе |
| Мушки  | 0                         | 5                             | 0                                    | 0                    | 3                             |
| Женски | 0                         | 0                             | 0                                    | 0                    | 0                             |
| УКУПНО | 0                         | 5                             | 0                                    | 0                    | 3                             |
| Пол    | Финансијско посредовање   | Некретнине                    | Државна управа и одбрана             | Образовање           | Здравствени и социјални рад   |
| Мушки  | 0                         | 0                             | 1                                    | 2                    | 0                             |
| Женски | 0                         | 0                             | 0                                    | 0                    | 0                             |
| УКУПНО | 0                         | 0                             | 1                                    | 2                    | 0                             |
| Пол    | Остале услужне активности | Приватна домаћинства          | Екстериторијалне организације и тела | Непознато            | Непознато                     |
| Мушки  | 0                         | 0                             | 0                                    | 1                    | 1                             |
| Женски | 0                         | 0                             | 0                                    | 0                    | 0                             |
| УКУПНО | 0                         | 0                             | 0                                    | 1                    | 1                             |